# ریچارد کایند
ریچارد کایند (انگلیسی: Richard Kind؛ زاده ۲۲ نوامبر ۱۹۵۶) هنرپیشه اهل ایالات متحده آمریکا است. وی از سال ۱۹۸۵ میلادی تاکنون مشغول فعالیت بوده‌است.
از فیلم‌هایی که وی در آن نقش داشته است، می‌توان به آرگو، آخرت، یک مرد جدی، دنیای وحش، قهرمان کوچک، جایگزین، برعکس، هکس، بزرگ و افسونگر اشاره کرد.